# Jelle Vanendert
Jelle Vanendert (ur. 19 lutego 1985 w Neerpelt) – belgijski kolarz szosowy.

## Osiągnięcia
Opracowano na podstawie:

2003
- 1. miejsce w Flanders-Europe Classic

2006
- 1. miejsce w Grand Prix de Waregem
- 3. miejsce w Giro delle Regioni
- 1. miejsce na 2. etapie Ronde de l’Isard

2007
- 1. miejsce w Vlaamse Pijl

2011
- 1. miejsce na  14. etapie Tour de France

2012
- 2. miejsce w Amstel Gold Race

2014
- 2. miejsce w Amstel Gold Race

2018
- 3. miejsce w La Flèche Wallonne
- 2. miejsce w Baloise Belgium Tour
  - 1. miejsce na 4. etapie

## Rankingi
| Rok             | 2011 | 2012 | 2013 | 2014 | 2015 | 2016 | 2017 | 2018 | 2019 | 2020 | 2021  |
| --------------- | ---- | ---- | ---- | ---- | ---- | ---- | ---- | ---- | ---- | ---- | ----- |
| UCI World Tour  | 77.  | 50.  | -    | 50.  | -    | -    | 160. | 86.  |      |      |       |
| World Ranking   |      |      |      |      |      | 248. | 258. | 98.  | 313. | 383. | 1422. |
| UCI Europe Tour |      |      |      |      |      | 170. | 253. | 171. | 258. | 315. | 1012. |
|                 |      |      |      |      |      |      |      |      |      |      |       |
| Źródło: UCI     |      |      |      |      |      |      |      |      |      |      |       |